# Тринадцать часов
«Тринадцать часов» (англ. 13Hrs) — фильм ужасов режиссёра Джонатана Гленденинга. Великобритания, 2010 год.

## Сюжет
Сара Тайлер с друзьями приезжает в удалённую деревню в загородный дом, принадлежащий её семье. Разыгравшаяся буря отрезает компанию от внешнего мира, обрывает линии электропередачи, оставляя невольных пленников в полной темноте. Нечто появляется из проливного дождя и мрака, способное за одну ночь истребить всё живое. Пойманным в ловушку, Саре и её попутчикам придётся продержаться в течение 13 часов.

## В ролях
- Изабелла Калторпе — Сара Тайлер
- Том Фелтон — Гарри Эшбай
- Джемма Аткинсон — Эмили
- Джошуа Боуман — Даг Уолкер
- Гэбриел Томсон — Чарли Мур
- Питер Гадиот — Стефен Мур
- Энтони Де Лисео — Люк Мур
- Сью Скэддинг — миссис Мур
- Джон Кэрролл Линч — МакРей
- Корнелиус Кларк — Мэй
- Саймон Маккоркиндейл — Дункан

## Съёмочная группа
- Режиссёр: Джонатан Гленденинг (Jonathan Glendening)
- Сценарий: Адам Филлипс (Adam Phillips)
- Продюсеры: Дункан Напьер-Белл (Duncan Napier-Bell), Ник Напьер-Белл (Nick Napier-Bell), Ромэйн Шродер (Romain Schroeder), Том Рив (Tom Reeve)
- Исполнительные продюсеры: Эндрю Сомпер (Andrew Somper), Ричард Чарлс (Richard Charles)
- Оператор: Джордан Кушинг (Jordan Cushing)
- Композитор: Эдвард Брэдшоу (Edward Bradshaw)
- Подбор актёров: Фиона Напьер-Белл (Fiona Napier-Bell)
- Монтаж: Эдриан Мюррей (Adrian Murray)
- Художник-постановщик: Уилл Рэндалл (Will Randall)
- Художник по костюмам: Лиса Миттон (Lisa Mitton)